# FIFA-Arabien-Pokal 2021/Gruppe D
| Pl. | Land     | Sp. | S | U | N | Tore    | Diff. | Punkte |
| --- | -------- | --- | - | - | - | ------- | ----- | ------ |
| 1.  | Ägypten  | 3   | 2 | 1 | 0 | 007:100 | +6    | 07     |
| 2.  | Algerien | 3   | 2 | 1 | 0 | 007:100 | +6    | 07     |
| 3.  | Libanon  | 3   | 1 | 0 | 2 | 001:300 | −2    | 03     |
| 4.  | Sudan    | 3   | 0 | 0 | 3 | 000:100 | −10   | 0      |

Die Gruppe D des FIFA-Arabien-Pokals 2021 war eine der vier Gruppen des Turniers. Die ersten beiden Spiele wurden am 1. Dezember 2021 ausgetragen, der letzte Spieltag fand am 7. Dezember 2021 statt. Die Gruppe bestand aus den Nationalmannschaften aus Algerien, Ägypten, dem Libanon und dem Sudan.

## Algerien – Sudan 4:0 (3:0)
| Algerien                                                                       | Algerien | Sudan | Sudan |
| ------------------------------------------------------------------------------ | --- | --- | ----- |
| Algerien                                                                       | \| 1. Spieltag \| \| 1. Dezember 2021 um 13:00 Uhr (11:00 MEZ) in ar-Rayyan (Ahmed bin Ali Stadium) \| \| Zuschauer: 2.203 \| \| Schiedsrichter: Ryūji Satō ( Japan) \| \| Spielbericht \| | \| 1. Spieltag \| \| 1. Dezember 2021 um 13:00 Uhr (11:00 MEZ) in ar-Rayyan (Ahmed bin Ali Stadium) \| \| Zuschauer: 2.203 \| \| Schiedsrichter: Ryūji Satō ( Japan) \| \| Spielbericht \| | Sudan |
| Algerien                                                                       | Raïs M’Bolhi – Houcine Benayada, Abdelkader Bedrane, Djamel Benlamri, Ilyes Chetti – Houssem Mrezigue, Sofiane Bendebka (64. Zakaria Draoui) – Hillel Soudani (87. Yacine Titraoui), Amir Sayoud (64. Tayeb Meziani), Yacine Brahimi (86. Merouane Zerrouki) – Baghdad Bounedjah (79. Zineddine Boutmène) Cheftrainer: Madjid Bougherra | Ali Abu Eshrein – Walid Hassan, Amir Kamal, Mohamed Ering, Faris Abdalla – Dhiya Mahjoub (46. Salah Adel), Nasreldin El Shigail , Walieldin Khedr (63. Abuaagla Abdalla) – Yaser Muzmel (63. Aljezoli Nouh), Mohammed Abdelrahman (75. Muaaz al-Quoz), Ramadan Agab (46. Ahmed Bibo) Cheftrainer: Hubert Velud ( Frankreich) | Sudan |
| Algerien                                                                       | 1:0 Bounedjah (11.) 2:0 Bounedjah (37.) 3:0 Benlamri (43.) 4:0 Soudani (46.) | | Sudan |
| Algerien                                                                       | M’Bolhi hält Foulelfmeter von Abdelrahman (70.) | | Sudan |
| 1. Spieltag                                                                    | | |       |
| 1. Dezember 2021 um 13:00 Uhr (11:00 MEZ) in ar-Rayyan (Ahmed bin Ali Stadium) | | |       |
| Zuschauer: 2.203                                                               | | |       |
| Schiedsrichter: Ryūji Satō ( Japan)                                            | | |       |
| Spielbericht                                                                   | | |       |

## Ägypten – Libanon 1:0 (0:0)
| Ägypten                                                                | Ägypten | Libanon | Libanon |
| ---------------------------------------------------------------------- | --- | --- | ------- |
| Ägypten                                                                | \| 1. Spieltag \| \| 1. Dezember 2021 um 16:00 Uhr (14:00 MEZ) in Doha (al-Thumama Stadium) \| \| Zuschauer: 11.757 \| \| Schiedsrichter: Daniel Siebert ( Deutschland) \| \| Spielbericht \| | \| 1. Spieltag \| \| 1. Dezember 2021 um 16:00 Uhr (14:00 MEZ) in Doha (al-Thumama Stadium) \| \| Zuschauer: 11.757 \| \| Schiedsrichter: Daniel Siebert ( Deutschland) \| \| Spielbericht \| | Libanon |
| Ägypten                                                                | Mohamed El Shenawy – Akram Tawfik (84. Omar Kamal), Ahmed Hegazy, Mahmoud Hamdy, Ahmed Fotouh – Amr El Soleya , Hamdy Fathy (38. Mohanad Lasheen) – Mostafa Fathi (46. Ahmed Refaat), Mohamed Magdy (90.+5' Ayman Ashraf), Mohamed Sherif (84. Osama Faisal) – Marwan Hamdy (66. Ahmed Sayed) Cheftrainer: Carlos Queiroz ( Portugal) | Mostafa Matar – Abbas Assi, Alexander Michel, Nour Mansour (89. Jihad Ayoub), Kassem El-Zein, Maher Sabra (83. Hassan Chaitou) – Rabih Ataya (75. Walid Shour), Felix Michel, Mouhammed-Ali Dhaini, Mohamad Haidar (75. Nader Matar) – Hilal El-Helwe (75. Fadel Antar) Cheftrainer: Ivan Hašek ( Tschechien) | Libanon |
| Ägypten                                                                | 1:0 Magdy (71., Foulelfmeter) | | Libanon |
| Ägypten                                                                | Tawfik (45.+3'), Sherif (73.) | Mansour (86.) | Libanon |
| 1. Spieltag                                                            | | |         |
| 1. Dezember 2021 um 16:00 Uhr (14:00 MEZ) in Doha (al-Thumama Stadium) | | |         |
| Zuschauer: 11.757                                                      | | |         |
| Schiedsrichter: Daniel Siebert ( Deutschland)                          | | |         |
| Spielbericht                                                           | | |         |

## Libanon – Algerien 0:2 (0:0)
| Libanon                                                                   | Libanon | Algerien | Algerien |
| ------------------------------------------------------------------------- | --- | --- | -------- |
| Libanon                                                                   | \| 2. Spieltag \| \| 4. Dezember 2021 um 16:00 Uhr (14:00 MEZ) in al-Wakra (al-Janoub Stadium) \| \| Zuschauer: 9.405 \| \| Schiedsrichter: Szymon Marciniak ( Polen) \| \| Spielbericht \| | \| 2. Spieltag \| \| 4. Dezember 2021 um 16:00 Uhr (14:00 MEZ) in al-Wakra (al-Janoub Stadium) \| \| Zuschauer: 9.405 \| \| Schiedsrichter: Szymon Marciniak ( Polen) \| \| Spielbericht \| | Algerien |
| Libanon                                                                   | Mostafa Matar – Kassem El-Zein, Nour Mansour (46. Maher Sabra), Alexander Michel, Hussein El Dor (80. Fadel Antar), Hassan Chaitou – Rabih Ataya (73. Mahdi Zein), Jihad Ayoub (73. Felix Michel), Mouhammed-Ali Dhaini, Nader Matar (63. Mohamad Haidar) – Hilal El-Helwe Cheftrainer: Ivan Hašek ( Tschechien) | Moustapha Zeghba – Houcine Benayada, Mehdi Tahrat, Mohamed Amine Tougai, Ilyes Chetti – Houssem Mrezigue, Sofiane Bendebka – Hillel Soudani (66. Tayeb Meziani), Youcef Belaïli (87. Zineddine Boutmène), Yacine Brahimi (80. Zakaria Draoui) – Baghdad Bounedjah Cheftrainer: Madjid Bougherra | Algerien |
| Libanon                                                                   | 0:1 Brahimi (69., Foulelfmeter) 0:2 Meziani (90.+3') | | Algerien |
| Libanon                                                                   | Ataya (44.), K. El Zein (45.) | Mrezigue (73.) | Algerien |
| Libanon                                                                   | K. El Zein (83.) | Mrezigue (78.) | Algerien |
| 2. Spieltag                                                               | | |          |
| 4. Dezember 2021 um 16:00 Uhr (14:00 MEZ) in al-Wakra (al-Janoub Stadium) | | |          |
| Zuschauer: 9.405                                                          | | |          |
| Schiedsrichter: Szymon Marciniak ( Polen)                                 | | |          |
| Spielbericht                                                              | | |          |

## Sudan – Ägypten 0:5 (0:3)
| Sudan                                                           | Sudan | Ägypten | Ägypten |
| --------------------------------------------------------------- | --- | --- | ------- |
| Sudan                                                           | \| 2. Spieltag \| \| 4. Dezember 2021 um 19:00 Uhr (17:00 MEZ) in Doha (Stadium 974) \| \| Zuschauer: 14.464 \| \| Schiedsrichter: Matthew Conger ( Neuseeland) \| \| Spielbericht \| | \| 2. Spieltag \| \| 4. Dezember 2021 um 19:00 Uhr (17:00 MEZ) in Doha (Stadium 974) \| \| Zuschauer: 14.464 \| \| Schiedsrichter: Matthew Conger ( Neuseeland) \| \| Spielbericht \| | Ägypten |
| Sudan                                                           | Ali Abu Eshrein – Samawal Merghani (83. Dhiya Mahjoub), Ahmed Wadah, Amir Kamal, Faris Abdalla – Yaser Muzmel, Salah Adel (83. Walieldin Khedr), Nasreldin El Shigail (64. Ather El Tahir), Abuaagla Abdalla, Aljezoli Nouh (46. Ahmed Bibo) – Mohammed Abdelrahman (58. Mohamed Ering) Cheftrainer: Hubert Velud ( Frankreich) | Mohamed El Shenawy – Omar Kamal, Ahmed Hegazy, Mahmoud Hamdy (60. Mohamed Magdy), Ahmed Fotouh (73. Marwan Dawoud) – Hussein Faisal, Ahmed Sayed (60. Mostafa Fathi), Amr El Soleya , Ayman Ashraf, Ahmed Refaat (73. Mohamed Sherif) – Marwan Hamdy (72. Osama Faisal) Cheftrainer: Carlos Queiroz ( Portugal) | Ägypten |
| Sudan                                                           | 0:1 Refaat (4.) 0:2 Sayed (13., Foulelfmeter) 0:3 Mah. Hamdy (31.) 0:4 Faisal (57.) 0:5 Sherif (78.) | | Ägypten |
| Sudan                                                           | Muzmel (26.), F. Abdalla (50.) | Fathi (75.) | Ägypten |
| Sudan                                                           | F. Abdalla (53.) | | Ägypten |
| Sudan                                                           | Muzmel (45.+1') | | Ägypten |
| 2. Spieltag                                                     | | |         |
| 4. Dezember 2021 um 19:00 Uhr (17:00 MEZ) in Doha (Stadium 974) | | |         |
| Zuschauer: 14.464                                               | | |         |
| Schiedsrichter: Matthew Conger ( Neuseeland)                    | | |         |
| Spielbericht                                                    | | |         |

## Algerien – Ägypten 1:1 (1:0)
| Algerien                                                                  | Algerien | Ägypten | Ägypten |
| ------------------------------------------------------------------------- | --- | --- | ------- |
| Algerien                                                                  | \| 3. Spieltag \| \| 7. Dezember 2021 um 22:00 Uhr (20:00 MEZ) in al-Wakra (al-Janoub Stadium) \| \| Zuschauer: 32.418 \| \| Schiedsrichter: Facundo Tello ( Argentinien) \| \| Spielbericht \| | \| 3. Spieltag \| \| 7. Dezember 2021 um 22:00 Uhr (20:00 MEZ) in al-Wakra (al-Janoub Stadium) \| \| Zuschauer: 32.418 \| \| Schiedsrichter: Facundo Tello ( Argentinien) \| \| Spielbericht \| | Ägypten |
| Algerien                                                                  | Raïs M’Bolhi – Houcine Benayada, Abdelkader Bedrane, Mohamed Amine Tougai, Ilyes Chetti – Zakaria Draoui (90.+1' Yacine Titraoui), Sofiane Bendebka – Tayeb Meziani (75. Zineddine Boutmène), Yacine Brahimi, Youcef Belaïli – Baghdad Bounedjah (46. Hillel Soudani) Cheftrainer: Madjid Bougherra | Mohamed El Shenawy – Akram Tawfik, Ahmed Hegazy (31. Ahmed Yassin), Mahmoud Hamdy, Ahmed Fotouh – Amr El Soleya (83. Omar Kamal), Hamdy Fathy – Hussein Faisal, Ayman Ashraf (9. Mostafa Fathi), Mohamed Sherif (83. Ahmed Sayed) – Marwan Hamdy (46. Mohanad Lasheen) Cheftrainer: Carlos Queiroz ( Portugal) | Ägypten |
| Algerien                                                                  | 1:0 Tougai (19.) | 1:1 El Soleya (60., Foulelfmeter) | Ägypten |
| Algerien                                                                  | Belaïli (40.), Tougai (59.), Draoui (71.), Soudani (90.+2') | Tawfik (18.), H. Fathy (39.), El Soleya (80.) | Ägypten |
| Algerien                                                                  | Titraoui (90.+6') | | Ägypten |
| 3. Spieltag                                                               | | |         |
| 7. Dezember 2021 um 22:00 Uhr (20:00 MEZ) in al-Wakra (al-Janoub Stadium) | | |         |
| Zuschauer: 32.418                                                         | | |         |
| Schiedsrichter: Facundo Tello ( Argentinien)                              | | |         |
| Spielbericht                                                              | | |         |

## Libanon – Sudan 1:0 (0:0)
| Libanon                                                                         | Libanon | Sudan | Sudan |
| ------------------------------------------------------------------------------- | --- | --- | ----- |
| Libanon                                                                         | \| 3. Spieltag \| \| 7. Dezember 2021 um 22:00 Uhr (20:00 MEZ) in ar-Rayyan (Education City Stadium) \| \| Zuschauer: 5.991 \| \| Schiedsrichter: Fernando Hernández ( Mexiko) \| \| Spielbericht \| | \| 3. Spieltag \| \| 7. Dezember 2021 um 22:00 Uhr (20:00 MEZ) in ar-Rayyan (Education City Stadium) \| \| Zuschauer: 5.991 \| \| Schiedsrichter: Fernando Hernández ( Mexiko) \| \| Spielbericht \| | Sudan |
| Libanon                                                                         | Ali Sabeh – Mohamed Zein Tahan (90.+6' Hussein Awada), Alexander Michel, Maher Sabra, Hassan Chaitou – Felix Michel, Mouhammed-Ali Dhaini (73. Hussein El Dor) – Rabih Ataya, Mohamad Haidar (53. Nader Matar), Mahdi Zein (73. Abbas Assi) – Hilal El-Helwe (53. Fadel Antar) Cheftrainer: Ivan Hašek ( Tschechien) | Ali Abu Eshrein – Samawal Merghani, Ahmed Wadah, Mohamed Ering – Walid Hassan (57. Muaaz al-Quoz), Mohamed al-Rashed, Salah Adel (57. Nasreldin El Shigail), Walieldin Khedr (46. Abuaagla Abdalla, 61. Dhiya Mahjoub), Ahmed Bibo, Ramadan Agab – Mohammed Abdelrahman (81. Aljezoli Nouh) Cheftrainer: Hubert Velud ( Frankreich) | Sudan |
| Libanon                                                                         | 1:0 Abu Eshrein (76., Eigentor) | | Sudan |
| Libanon                                                                         | Dhaini (58.) | al-Rashed (19.) | Sudan |
| Libanon                                                                         | Ataya (62.) | Wadah (76.) | Sudan |
| 3. Spieltag                                                                     | | |       |
| 7. Dezember 2021 um 22:00 Uhr (20:00 MEZ) in ar-Rayyan (Education City Stadium) | | |       |
| Zuschauer: 5.991                                                                | | |       |
| Schiedsrichter: Fernando Hernández ( Mexiko)                                    | | |       |
| Spielbericht                                                                    | | |       |